# گیش ریز
Caranx para
دارای بدن بیضی شکل و شدیدا فشرده بوده و پلک چربی فقط در عقب چشم به خوبی توسعه یافته است. در جلوی فک بالا دارای دو ردیف منظم ازدندان های مخروطی کوتاه بوده و سطح داخلی عقب فک از دندان های کند و ضعیفی پوشیده شده است. فک پایینی واجد یک ردیف دندان های مخروطی کوتاه می‌باشد که در جلو به دو ردیف تبدیل می‌شود. رنگ بدن در پشت خاکستری متمایل به آبی یا سبز و بخش شکمی نقره‌ای می‌باشد. در حاشیه بالایی سرپوش آبششی دارای یک لکه بزرگ سیاه است. گونه‌ای است که در آب های عمیق ساحلی زیست می‌کند و تغذیه آن‌ها از سخت پوستان ریز و لارو ماهیان صورت می‌گیرد. بیشینه درازای بدن 16 سانتی متر بوده و در تنگه هرمز و دریای عمان پراکنش دارد.
نام محلی :حبش